# Roscheria melanochaetes
Roscheria melanochaetes ist eine auf den Seychellen endemische Palmenart. Sie ist die einzige Art der Gattung Roscheria.

## Merkmale
Roscheria melanochaetes ist eine kleine bis mittelgroße, einzelstämmige Palme. Junge Pflanzen sind bedornt, ältere kaum mehr bewehrt. Sie sind einhäusig getrenntgeschlechtig (monözisch) und mehrmals blühend. Der Stamm ist aufrecht, kahl und mit auffälligen, ringförmigen Blattnarben besetzt. An den jugendlichen Blattnarben sitzen Ringe von schwarzen Dornen, später sind unbewehrt oder mit wenigen schwachen Dornen versehen. An der Stammbasis wachsen manchmal Luftwurzeln.
Die Chromosomenzahl ist 2n = 32.

### Blätter
Die Blätter sind unregelmäßig gefiedert. Die Blattscheiden sind röhrig und bilden einen deutlich ausgeprägten Kronenschaft. Sie sind mit braunen Schuppen besetzt und mit zerstreuten, kurzen, schwarzen Dornen bewehrt. Die Dornen stehen am dichtesten nahe der Blattstielbasis. Der Blattstiel ist an der Oberseite tief gefurcht, an der Unterseite abgerundet. An der Basis ist er am Rand dicht bewehrt mit kurzen, schwarzen, leicht abzustreifenden Dornen. Die Rhachis ist unbewehrt. Die Blattspreite ist bei jungen Palmen ganz oder zweiteilig, bei älteren Palmen unregelmäßig in ein- bis mehrfach gefaltete Fiederblättchen zerteilt. Fiederblättchen mit einer Rippe sind zugespitzt, solche mit mehreren abgestumpft oder ausgefranst. Die Blattoberseite ist kahl, die Unterseite mit zahlreichen winzigen, punktförmigen Schuppen und entlang der Mittelrippen auffälliger Behaarung versehen. 

### Blütenstände
Die Blütenstände stehen einzeln. Zunächst stehen sie zwischen den Blättern (interfoliär), nach dem Blattfall dann unter der Blattkrone (infrafoliär). Der Blütenstand ist stark verzweigt in drei, selten im unteren Bereich bis zu vier Ordnungen. Der Blütenstandsstiel ist lange, im Querschnitt halbmondförmig und an der Basis geflügelt. Das Vorblatt setzt etwas entfernt von der Stielbasis an. Es ist häutig bis ledrig, röhrig, ausdauernd, abgeflacht und zweikielig. An der Spitze ist es kurz geteilt. Es ist unbewehrt und zerstreut mit kleinen Schuppen besetzt. Das Hochblatt am Blütenstandsstiel steht etwas entfernt vom Vorblatt und ist meist bedeutend länger als dieses. Es ist zunächst röhrig, reißt dann über den Großteil seiner Länge auf und fällt schließlich ab. 
Die Blütenstandsachse ist deutlich kürzer als der Stiel. Ihre Hochblätter sind klein, dreieckig und unauffällig. Die Seitenachsen aller Ordnungen sind im unteren Teil über eine kurze bis längere Strecke frei von Seitenachsen und Blüten. Alle Achsen sind mit Schuppen besetzt. Die Seitenachsen erster Ordnung stehen annähernd zweireihig (subdistich), die proximalen sind länger als die distalen. Die blütentragenden Achsen (Rachillae) sind schlank, eher kurz und biegsam. Sie tragen kleine Hochblätter in spiraliger Anordnung, in deren Achseln im mittleren Rachilla-Bereich Blütentriaden stehen, distal dann paarige und solitäre Blüten. 

### Blüten
Die männlichen Blüten sind sehr klein und im Knospenstadium kugelig. Die drei Kelchblätter sind großteils frei, imbricat, breit, dreieckig und gekielt. Die drei Kronblätter sind frei, valvat und mehr als doppelt so lang wie der Kelch. Sie sind ebenfalls breit und dreieckig. Die sechs Staubblätter haben am Grund verwachsene Staubfäden. Der freie Abschnitt ist kurz, breit, dreieckig. Die Antheren sind rund und klein. Das Stempelrudiment ist relativ groß.
Die weiblichen Blüten sind größer als die männlichen. Die drei Kelchblätter sind frei, dick, imbricat, breit und rund. Die drei Kronblätter sind frei, breit, dreieckig, die Spitzen kurz valvat, ansonsten imbricat. Die sechs Staminodien sind zahnförmig und im unteren Bereich verwachsen. Das Gynoeceum ist asymmetrisch eiförmig und besitzt ein Fruchtfach und eine Samenanlage. Die Narbe steht apikal und ist dreilappig. Die Samenanlage setzt seitlich an.

### Früchte
Die Frucht ist klein, kugelig oder ellipsoidisch. Zur Reife ist sie rot. Die Blütenhülle bleibt zur Reife erhalten, die Narbenreste stehen subbasal. Das Exokarp ist glatt, das Mesokarp sehr dünn und mit einer Schicht von anastomosierenden Fasern und zahlreichen Raphiden versehen. Das Endokarp ist relativ dick, beinartig, glatt und mit einer basalen Keimöffnung (Operculum). Der Samen sitzt basal, hat einen rundlichen Nabel (Hilum). Die Raphe ist kaum verzweigt und anastomosierend. Das Endosperm ist tief gefurcht (ruminat).

## Verbreitung und Standorte
Das Verbreitungsgebiet von Roscheria melanochaetes ist auf die Seychellen-Inseln Mahé und Silhouette beschränkt. Sie sind Teil des Unterwuchses von Berg-Regenwäldern und sehr selten unterhalb von 500 m Seehöhe zu finden. In etwa 750 m Seehöhe kann die Art auf steilen Hängen im Unterwuchs von Northia-Wäldern Reinbestände bilden.

## Taxonomie und Systematik
Die Gattung Roscheria wurde 1877 von Isaac Bayley Balfour in John Gilbert Bakers Flora of Mauritius and the Seychelles Seite 386 erstbeschrieben. Balfour übernahm den Namen von Hermann Wendland. Die Gattung ist nach Albrecht Roscher (1836–1860), einem deutschen Ostafrika-Forscher, benannt.
Die Gattung Roscheria wird innerhalb der Familie Arecaceae in die Unterfamilie Arecoideae, Tribus Areceae und Subtribus Verschaffeltiinae gestellt. Ihre Schwestergattung ist Verschaffeltia.
In der World Checklist of Selected Plant Families der Royal Botanic Gardens, Kew, wird nur die Art Roscheria melanochaetes anerkannt.

## Belege
- John Dransfield, Natalie W. Uhl, Conny B. Asmussen, William J. Baker, Madeline M. Harley, Carl E. Lewis: Genera Palmarum. The Evolution and Classification of Palms. Zweite Auflage, Royal Botanic Gardens, Kew 2008, ISBN 978-1-84246-182-2, S. 615–618.